# The Guilty Office
The Guilty Office è il settimo album in studio del gruppo The Bats, pubblicato nel 2008.

## Tracce
Testi e musiche di The Bats/Robert Scott.
1. Countersign – 4:19
2. Crimson Enemy – 2:52
3. Broken Path – 4:37
4. Like Water in Your Hands – 1:39
5. Castle Lights – 3:45
6. Two Lines – 3:37
7. Satellites – 4:30
8. Later on That Night – 3:44
9. Steppin' Out – 2:16
10. The I Specialist – 3:24
11. The Guilty Office – 5:01
12. The Orchard – 3:56

## Musicisti
- Paul Kean (basso, voce)
- Malcolm Grant (batteria)
- Robert Scott (voce, chitarra)
- Kaye Woodward (voce, chitarra)